# آرباشو دي جوس
آرباشو دي جوس (بالمجرية: Alsóárpás)‏ هي بلدية تقع في مقاطعة سيبيو، رومانيا. وهي تتألف من ثلاث قرى: آرباشو دي جوس، آرباشو دي سوس ونو رومان. 
تقع شمال جبال فاغاراس جيبرج، على جانبي نهر أولت، في جنوب حوض ترانسلفانيا على بعد حوالي 15 كم شمال غرب مدينة فيكتوريا في الجنوب الشرقي من منطقة سيبيو على الحدود مع منطقة براشوف وعلى بعد حوالي 47 كم شرق عاصمة المقاطعة سيبيو. 